# Johann II. (Liechtenstein)

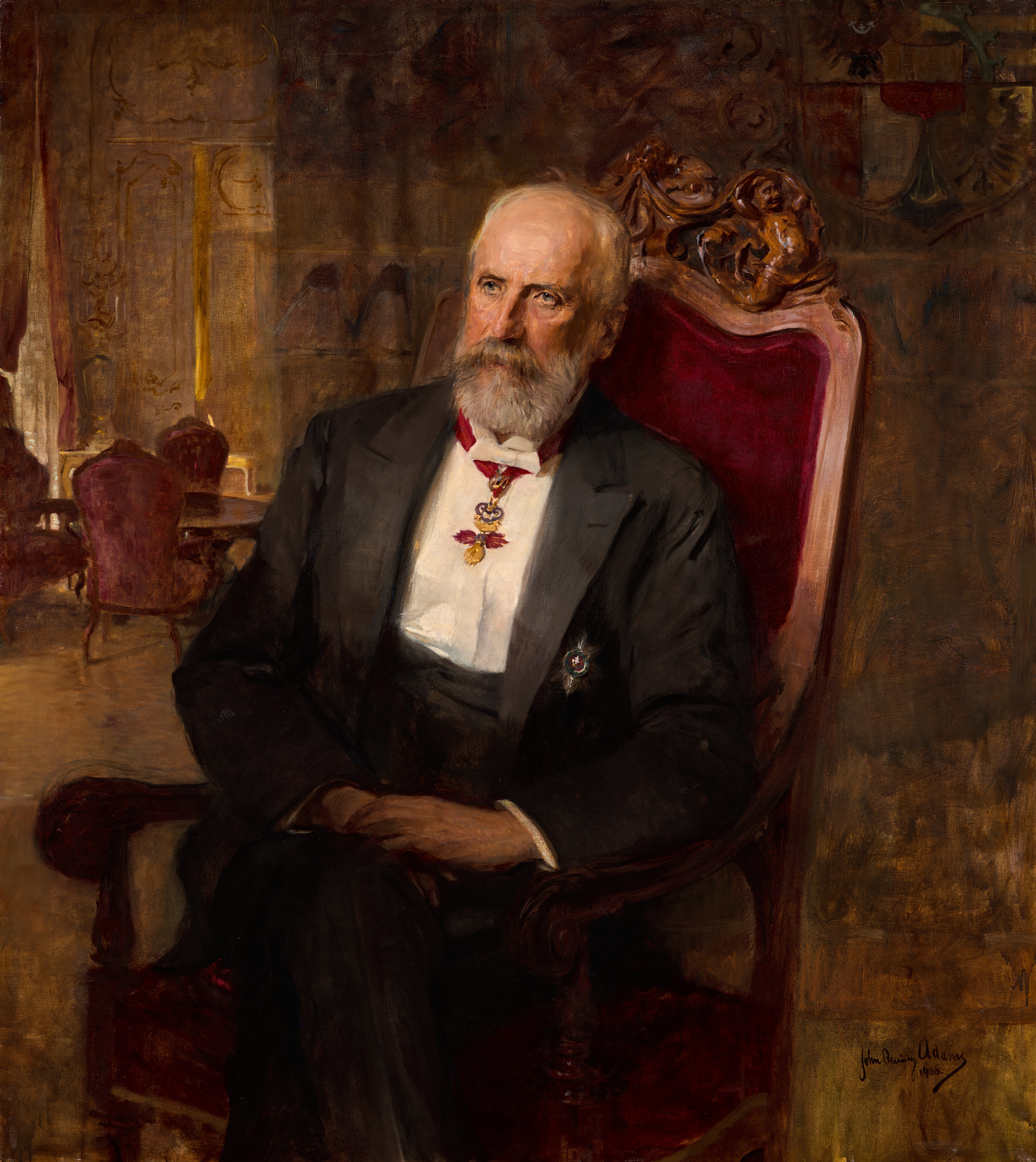
Johann II. im Jahre 1908 (auf einem Gemälde von John Quincy Adams)

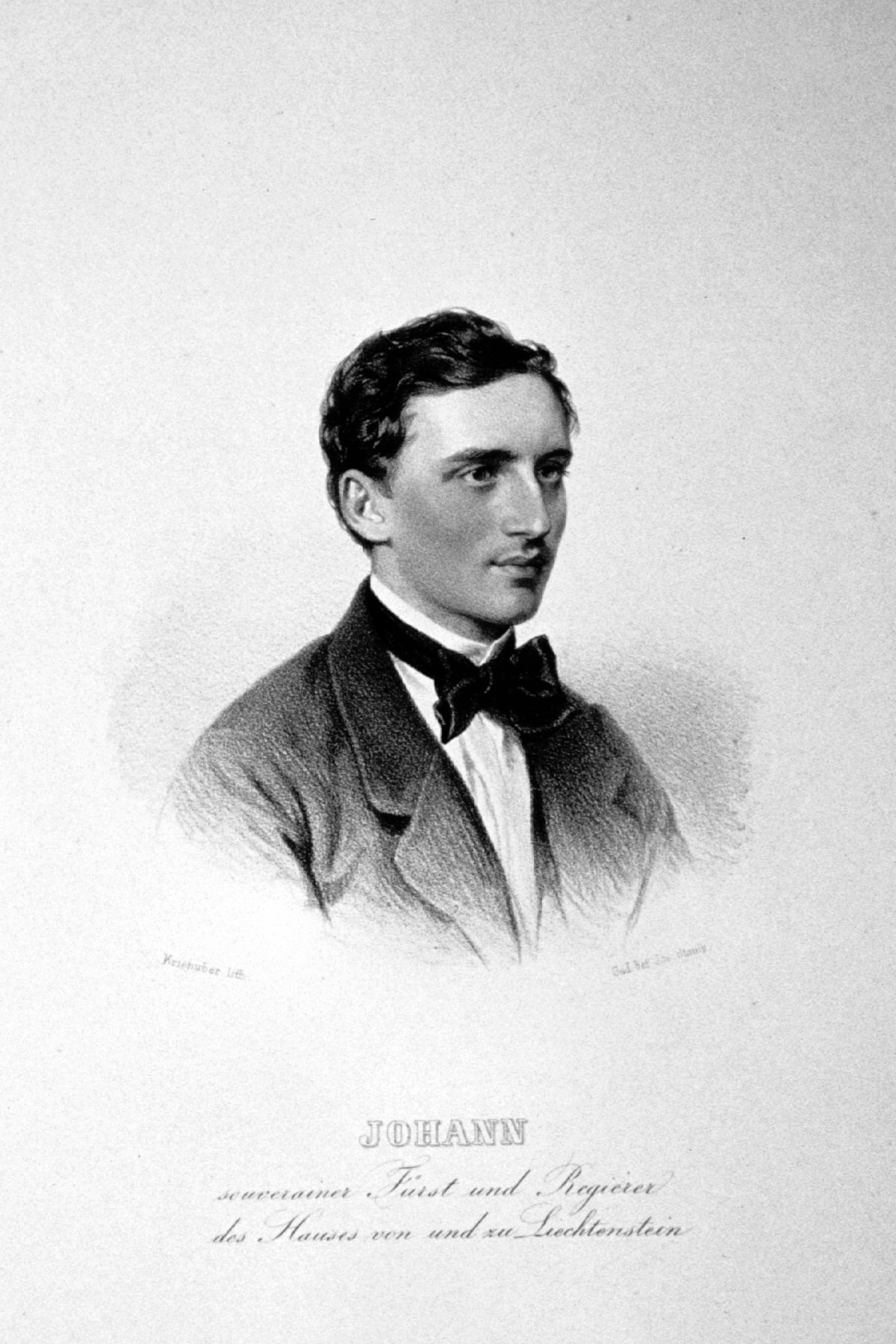
Johann II. Fürst von Liechtenstein, Lithographie von Josef Kriehuber, um 1860

Johann II. Maria Franz Placidus (* 5. Oktober 1840 im Schloss Eisgrub im Kaisertum Österreich; † 11. Februar 1929 im Schloss Feldsberg in der Tschechoslowakei), genannt der Gute, war vom 12. November 1858 bis zu seinem Tod Fürst von Liechtenstein.
Während seiner außerordentlich langen Regierungszeit von über 70 Jahren – er übernahm die Regierung, als in Preußen Friedrich Wilhelm IV. regierte, und war immer noch Herrscher, als dort Otto Braun als Ministerpräsident amtierte – wurde sowohl 1862 eine Verfassung in Kraft gesetzt als auch 1921 eine Verfassung. Der Fürst förderte Kunst und Wissenschaft in seinem Land und leitete erste Modernisierungen des bäuerlich geprägten Staates ein.

## Biografie

### Familie
Prinz Johann Maria Franz Placidus wurde nach fünf älteren Schwestern als Sohn von Fürst Alois II. Josef (1796–1858) und seiner Gattin Gräfin Franziska Kinsky von Wchinitz und Tettau (1813–1881) geboren. In Franz erhielt er später einen dreizehn Jahre jüngeren Bruder. Johann Maria erlangte früh Kenntnisse in der englischen, französischen, italienischen und tschechischen Sprache. In seiner Kindheit gab seine labile Gesundheit oft Anlass zur Besorgnis.
Fürst Johann II. blieb zeitlebens unvermählt. Seine Geschwister waren:
- Marie (1834–1909); ⚭ 1860 mit Graf Ferdinand von und zu Trauttmansdorff, ROGV († 1896)
- Karoline (1836–1885); ⚭ 1855 mit Fürst Alexander von Schönburg-Hartenstein, ROGV († 1896)
- Sophie (1837–1899); ⚭ 1863 mit Fürst Karl zu Löwenstein-Wertheim-Rosenberg, ROGV († 1921)
- Aloysia (1838–1920); ⚭ 1864 mit Graf Heinrich von Fünfkirchen († 1885)
- Ida (1839–1921); ⚭ 1857 mit Fürst Adolph Joseph zu Schwarzenberg, ROGV († 1914)
- Franziska (1841–1858)
- Henriette (1843–1931); ⚭ 1865 mit Prinz Alfred von und zu Liechtenstein, ROGV († 1907)
- Anna (1846–1924); ⚭ 1864 mit Fürst Georg Christian von Lobkowitz (1835–1908)
- Therese (1850–1938); ⚭ 1882 mit Prinz Arnulf von Bayern, ROGV († 1907)
- Franz de Paula Maria Karl August, ROGV (1853–1938); ⚭ 1929 mit Elsa von Gutmann (1875–1947), ab 1929 Fürst Franz I.

### Herrschaft

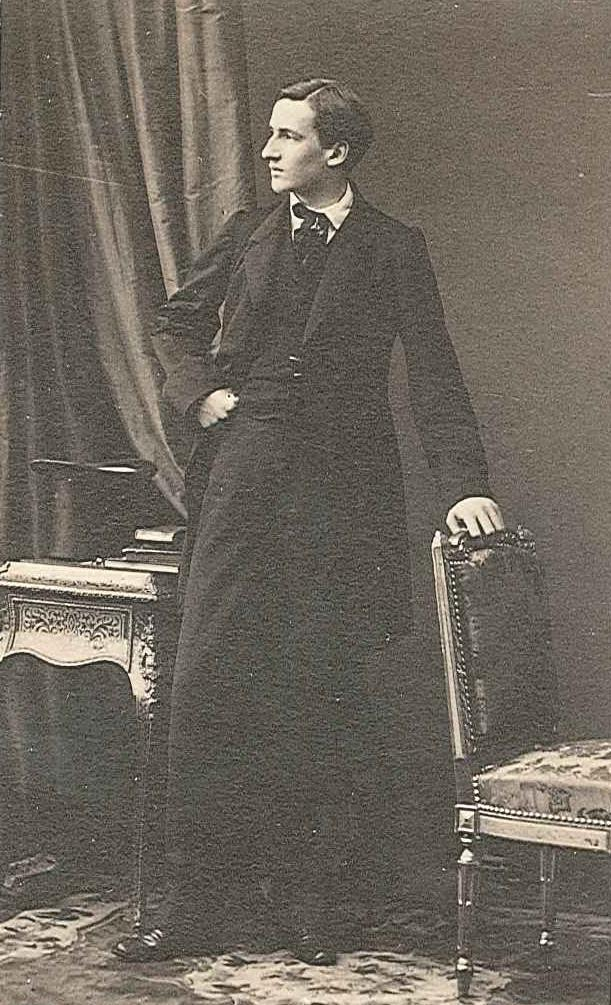
Johann II. um 1870. Fotografie

Nach umfassender Ausbildung durch ausgewählte Hauslehrer wie Karl von Vogelsang und einem Besuch der Universität Bonn und von technischen Vorlesungen in Karlsruhe übernahm er noch vor Beendigung seiner Studien mit achtzehn Jahren die Stellung als Majoratsherr und souveräner Fürst von Liechtenstein, übertrug aber 1859–1860 die Regentschaft auf seine Mutter Franziska. Er machte ausgedehnte Reisen durch Europa, erweiterte die liechtensteinischen Kunstsammlungen, förderte Botanik, Archäologie und Geographie. 1859 besuchte er auch sein Land Liechtenstein, ordnete eine allgemeine Schulpflicht bis zum 14. Lebensjahr an und unterzeichnete am 26. September 1862 die erste Verfassung des Fürstentums. Beim Fürstentag von Frankfurt am 16. August 1863 war er als Vertreter seines Landes anwesend, obwohl er als fast krankhaft menschenscheu galt. 1866 mobilisierte er letztmals das liechtensteinische Militär und löste das Kontingent am 12. Februar 1868 auf. Ein Angebot des russischen Zaren zum Kauf Alaskas lehnte er 1867 ab.
Zu seinem 50. Regentschaftsjubiläum 1908 ließ er die Jubiläums-Erinnerungs-Medaille ausgeben.
Fürst Johann II. leitete in seiner 71-jährigen Regierung die Modernisierung des agrarisch orientierten Fürstentums ein: Ab 1869 war Liechtenstein mit dem Morse-Telegraphen, dem damals modernsten und raschesten Nachrichtenmittel, an die Welt angeschlossen. 1898 folgte das Telefon, 1887 erhielt Liechtenstein einen Bahnanschluss. Von 1905 bis 1912 ließ er das zuvor verpachtete und heruntergekommene Schloss Vaduz umfassend renovieren und wiederherstellen.
Im Ersten Weltkrieg von 1914 bis 1918 hielt der Fürst das Fürstentum in der Neutralität. 1918 erlebte er, wie die österreichisch-ungarische Monarchie unterging und Teile des mährisch-schlesischen Familienbesitzes dem neuen Staat Tschechoslowakische Republik einverleibt wurden. 1919 kündigte er den Zollvertrag von 1852 mit Österreich. Zu seinem 81. Geburtstag am 5. Oktober 1921 erließ Fürst Johann II. eine neue Verfassung für das Fürstentum, die seither gültig ist. Nach einem Postvertrag 1920 mit der Schweizer Eidgenossenschaft schloss er mit ihr 1923 auch einen Zollvertrag ab. Seit 1924 ist die schweizerische Währung anstelle der österreichischen das offizielle Zahlungsmittel im Fürstentum. Seit 1922 verbinden Postautolinien (Buslinien) die liechtensteinischen Landschaften.
Zunehmend kritisch gesehen allerdings wurde seine fast permanente Abwesenheit vom Fürstentum: Der Fürst kam in sechzig Jahr’ fünfmal ins Land / Was dürfen wir hoffen von fürstlicher Hand? hieß es in einer anonymen Schrift. Johann war Ehrenmitglied des Archäologischen Instituts des Deutschen Reiches und stiftete in dieser Funktion zu dessen 100. Geburtstag 1929 die Winckelmann-Medaille.

## Titel, Anrede und Wappen
Der volle Titel des Fürsten war Fürst von und zu Liechtenstein, Herzog von Troppau und Jägerndorf, Graf zu Rietberg, Regierer des Hauses von und zu Liechtenstein. Alle Mitglieder des Hauses haben seit kaiserlicher Verleihung des Prädikats vom 3. Juni 1760 die Anrede Durchlaucht (Schriftform: S.D.) und führen das Wappen der Fürstlichen Familie. Johann II. war seit 1862 der 974. Ritter des Ordens vom Goldenen Vlies, österreichischer Verleihung.

## Grabstätte

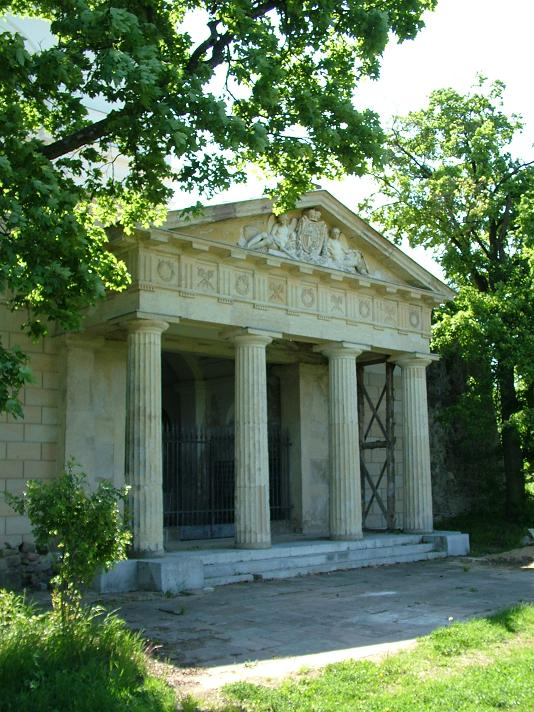
Liechtenstein-Gruft in Wranau

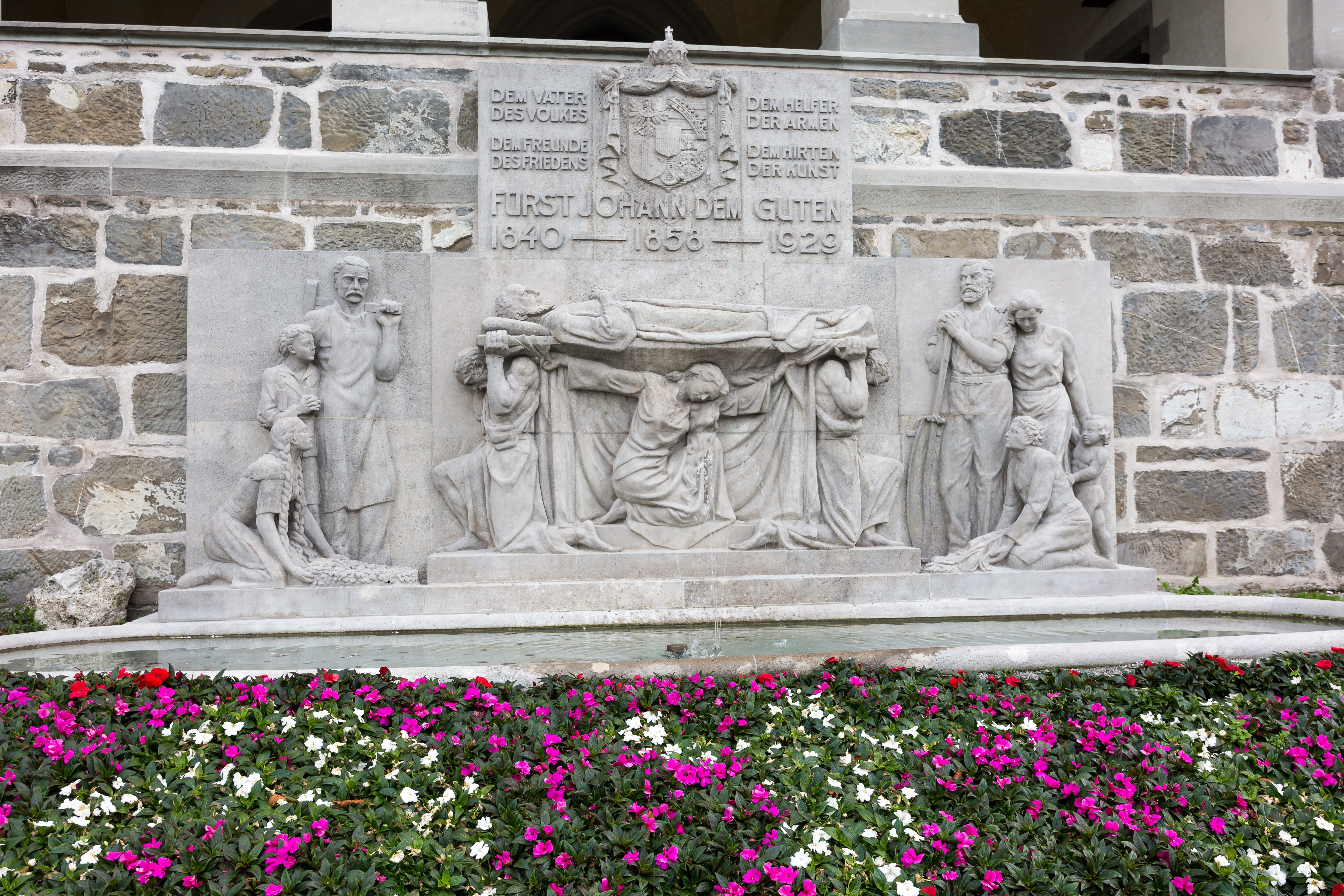
Denkmal an der Pfarrkirche Schaan

Fürst Johann II. wurde in der Neuen Gruft der liechtensteinischen Familiengruft in Wranau, nördlich von Brünn, beigesetzt.
Die dankbare Bevölkerung des Fürstentums errichtete an der mit seiner Hilfe erbauten Pfarrkirche von Schaan ein Denkmal, das zusammenfasst, wie das Volk ihn sah:
Dem Vater des Volkes –
Dem Helfer der Armen –
Dem Freund des Friedens –
Dem Hirten der Kunst –
Fürst Johann dem Guten 1840-1858-1929

## Vorfahren
| Ahnentafel Fürst Johann II. von und zu Liechtenstein | Ahnentafel Fürst Johann II. von und zu Liechtenstein                                           | Ahnentafel Fürst Johann II. von und zu Liechtenstein                                           | Ahnentafel Fürst Johann II. von und zu Liechtenstein                                                                  | Ahnentafel Fürst Johann II. von und zu Liechtenstein                                                                  | Ahnentafel Fürst Johann II. von und zu Liechtenstein                                                                  | Ahnentafel Fürst Johann II. von und zu Liechtenstein                                                                  | Ahnentafel Fürst Johann II. von und zu Liechtenstein                                                                        | Ahnentafel Fürst Johann II. von und zu Liechtenstein                                                                        |
| ---------------------------------------------------- | ---------------------------------------------------------------------------------------------- | ---------------------------------------------------------------------------------------------- | --- | --- | --- | --- | --- | --- |
| Urgrosseltern                                        | Fürst Franz Josef I. (1726–1781) ⚭ 1750 Gräfin Leopoldine von Sternberg (1733–1809)            | Fürst Franz Josef I. (1726–1781) ⚭ 1750 Gräfin Leopoldine von Sternberg (1733–1809)            | Landgraf Joachim Egon zu Fürstenberg-Weitra (1749–1828) ⚭ Gräfin Sophia Theresia zu Oettingen-Wallerstein (1751–1835) | Landgraf Joachim Egon zu Fürstenberg-Weitra (1749–1828) ⚭ Gräfin Sophia Theresia zu Oettingen-Wallerstein (1751–1835) | Fürst Joseph Ernst Kinsky von Wchinitz und Tettau (1751–1798) ⚭ 1777 Gräfin Maria Rosália von Harrach (1758–1814)     | Fürst Joseph Ernst Kinsky von Wchinitz und Tettau (1751–1798) ⚭ 1777 Gräfin Maria Rosália von Harrach (1758–1814)     | Graf Rudolf von Wrbna und Freudenthal (1761–1823) ⚭ 1785 Gräfin Maria-Theresia von Kaunitz-Rietberg-Questenberg (1763–1803) | Graf Rudolf von Wrbna und Freudenthal (1761–1823) ⚭ 1785 Gräfin Maria-Theresia von Kaunitz-Rietberg-Questenberg (1763–1803) |
| Grosseltern                                          | Fürst Johann I. Josef (1760–1836) ⚭ 1792 Landgräfin Josefa zu Fürstenberg-Weitra (1776–1848)   | Fürst Johann I. Josef (1760–1836) ⚭ 1792 Landgräfin Josefa zu Fürstenberg-Weitra (1776–1848)   | Fürst Johann I. Josef (1760–1836) ⚭ 1792 Landgräfin Josefa zu Fürstenberg-Weitra (1776–1848)                          | Fürst Johann I. Josef (1760–1836) ⚭ 1792 Landgräfin Josefa zu Fürstenberg-Weitra (1776–1848)                          | Graf Franz de Paula Kinsky von Wchinitz und Tettau (1784–1823) ⚭ Gräfin Therese von Wrbna und Freudenthal (1789–1874) | Graf Franz de Paula Kinsky von Wchinitz und Tettau (1784–1823) ⚭ Gräfin Therese von Wrbna und Freudenthal (1789–1874) | Graf Franz de Paula Kinsky von Wchinitz und Tettau (1784–1823) ⚭ Gräfin Therese von Wrbna und Freudenthal (1789–1874)       | Graf Franz de Paula Kinsky von Wchinitz und Tettau (1784–1823) ⚭ Gräfin Therese von Wrbna und Freudenthal (1789–1874)       |
| Eltern                                               | Fürst Alois II. (1796–1858) ⚭ 1831 Gräfin Franziska Kinsky von Wchinitz und Tettau (1813–1881) | Fürst Alois II. (1796–1858) ⚭ 1831 Gräfin Franziska Kinsky von Wchinitz und Tettau (1813–1881) | Fürst Alois II. (1796–1858) ⚭ 1831 Gräfin Franziska Kinsky von Wchinitz und Tettau (1813–1881)                        | Fürst Alois II. (1796–1858) ⚭ 1831 Gräfin Franziska Kinsky von Wchinitz und Tettau (1813–1881)                        | Fürst Alois II. (1796–1858) ⚭ 1831 Gräfin Franziska Kinsky von Wchinitz und Tettau (1813–1881)                        | Fürst Alois II. (1796–1858) ⚭ 1831 Gräfin Franziska Kinsky von Wchinitz und Tettau (1813–1881)                        | Fürst Alois II. (1796–1858) ⚭ 1831 Gräfin Franziska Kinsky von Wchinitz und Tettau (1813–1881)                              | Fürst Alois II. (1796–1858) ⚭ 1831 Gräfin Franziska Kinsky von Wchinitz und Tettau (1813–1881)                              |
| Fürst Johann II. (1840–1929)                         |                                                                                                |                                                                                                | | | | | | |